# Walter Lassally
Walter Lassally (Berlim, 18 de dezembro de 1926 - 23 de outubro de 2017) foi um diretor de fotografia anglo-alemão-grego. Venceu o Oscar de melhor fotografia na edição de 1965 por Zorba the Greek.